# راسيل هنتر
راسيل هنتر (بالإنجليزية: Russell Hunter)‏ هو ملحن أمريكي، ولد في 1929، وتوفي في 1996.

## وصلات خارجية
- راسيل هنتر على موقع IMDb (الإنجليزية)
- راسيل هنتر على موقع قاعدة بيانات الفيلم (الإنجليزية)